# Jakob Ihs-Wozniak
Jakob Ihs-Wozniak, född 1 februari 2007 i Adelaide, Australien, är en svensk-australisk professionell ishockeyspelare (forward) som spelar för Luleå HF i Svenska Hockeyligan.